# East End Park
East End Park – stadion piłkarski położony w szkockim mieście Dunfermline. Oddany został do użytku w 1885 roku. Od tego czasu swoje mecze na tym obiekcie rozgrywa zespół Dunfermline Athletic F.C. Pojemność stadionu wynosi 12 509 miejsc (wszystkie siedzące). Rekordową frekwencję, wynoszącą 27 816 osób, odnotowano w 1968 podczas meczu ligowego Scottish Premier League pomiędzy Dunfermline a Celticem.